# 005 (videogioco)
005 è un videogioco arcade sviluppato e pubblicato nel 1981 da Sega. Lo pubblicizzarono come il primo della loro serie RasterScan Convert-a-Game, progettato in modo da poter essere trasformato in un altro gioco in pochi minuti "con un notevole risparmio".
È considerato uno dei primi titoli di genere stealth, ma anche il primo a introdurre il concetto di "mondo hub" nei videogiochi.

## Modalità del gioco
Il giocatore impersona una spia che si fa strada tra palazzi e magazzini allo scopo di raccogliere una valigetta di documenti segreti, mentre un elicottero è in sua attesa. Durante la missione, il giocatore deve muoversi in modo furtivo per evitare di essere scoperto dai nemici, i quali utilizzano torce elettriche per individuare la spia. Per nascondersi, può utilizzare scatoloni e altri oggetti presenti nell'ambiente circostante. Un elemento innovativo di 005 è la "vision cone" dei nemici, che permette al giocatore di visualizzare esattamente il campo visivo degli avversari, aiutandolo a pianificare i movimenti in modo più efficace. Inoltre, il titolo presenta più percorsi alternativi per raggiungere l'elicottero.
Oltre al livello in cui si controlla la spia in modo furtivo, esistono altre due tipologie. In una di esse il giocatore deve guidare la spia che sarà inseguita da alcune guardie lungo un percorso dove non potrà nascondersi e dovrà cercare il più velocemente possibile di raggiungere l'elicottero prima di venire catturato. Nell'altro tipo di livello, invece, si controlla l'elicottero in cielo, che dovrà cercare di evitare i vari bersagli che appariranno sullo schermo, schivandoli o sparandogli con la mitragliatrice, e avrà il compito di far cadere un elicottero avversario. Il gioco ripete questi tre livelli con una difficoltà maggiore ogni volta, fino a quando il giocatore non perde tutte le vite.

## Accoglienza
Al momento dell'uscita, 005 ha ricevuto una recensione positiva dalla rivista Cash Box. Lo hanno definito un "nuovo entusiasmante gioco di inseguimento di spie video al computer multi-scena" con un gameplay impegnativo che richiede abilità e hanno elogiato le molteplici vie di fuga alternative del gioco con ostacoli impegnativi come pattuglie nemiche e ghiaccio scivoloso. Hanno detto che "combina la sfida e le emozioni di quattro giochi in uno" insieme a una grafica accattivante in stile cartone animato e musica e suoni pieni di suspense.